# أليكس (لاعب كرة قدم مواليد 1976)
أليكس (20 أبريل 1976 في البرازيل – )؛ هو لاعب كرة قدم سابق كان يلعب كمهاجم.

## وصلات خارجية
- أليكس (1976) على موقع رابطة كرة القدم اليابانية للمحترفين (اليابانية)